# Чичкаюс (приток Чичкаюла)
Чичкаюс (устар. Чичка-Юс) — река в Томской области России, левый приток Чичкаюла. Устье реки находится в 391 км от устья Чичкаюла по левому берегу. Протяжённость реки 22 км. Высота устья 149 м.

## Данные водного реестра
По данным государственного водного реестра России относится к Верхнеобскому бассейновому округу, водохозяйственный участок реки — Чулым от водомерного поста села Зырянское до устья, речной подбассейн реки — Чулым. Речной бассейн реки — (Верхняя) Обь до впадения Иртыша.
Код водного объекта — 13010400312115200021445.